# Kujawiak Włocławek
Kujawiak Włocławek is een voetbalclub uit de stad Włocławek in Polen. In het seizoen 2004/05 speelde het team in de tweede liga, maar de eigenaar van Kujawiak verplaatste de club naar Bydgoszcz en veranderde de naam in Zawisza Bydgoszcz Spółka Akcyjna. Het tweede elftal van Kujawiak, dat toen in de vijfde liga speelde, werd het eerste elftal.
De clubkleuren zijn blauw-geel.